# Elecciones federales de Canadá de 1972
Las elecciones federales canadienses de 1972 se llevaron a cabo el 30 de octubre de 1972 para elegir a los miembros de la Cámara de los Comunes de Canadá del 29.º Parlamento de Canadá. Resultó en una pequeña victoria para el gobernante Partido Liberal, que obtuvo 109 escaños, en comparación con los 107 escaños de los conservadores progresistas de oposición. Otros partidos e independientes obtuvieron 48 escaños más. En la noche de las elecciones, los resultados parecieron dar 109 escaños a los conservadores, pero una vez que terminó el conteo al día siguiente, los resultados finales dieron a los liberales un gobierno minoritario y dejaron al Nuevo Partido Democrático dirigido por David Lewis manteniendo el equilibrio de poder. 
La elección fue la segunda que libró el líder liberal, el primer ministro Pierre Trudeau. Los liberales entraron en las elecciones en lo alto de las encuestas, pero el espíritu de Trudeaumania se había desvanecido y una economía en recesión perjudicó a su partido. Los conservadores estaban dirigidos por Robert Stanfield, el ex primer ministro de Nueva Escocia, que tenía una imagen honesta pero torpe. Los conservadores intentaron capitalizar la percepción del público de que los liberales estaban administrando mal la economía con el lema "Un gobierno conservador progresista lo hará mejor".
Los liberales hicieron campaña con el lema "La tierra es fuerte" y anuncios de televisión que ilustran el paisaje de Canadá. El lema rápidamente se burló mucho y el partido había desarrollado pocos problemas reales sobre los que hacer campaña. Como resultado, toda su campaña fue vista como una de las peor gestionadas en las últimas décadas.